# Xque
X-Que? en español, abreviación de "¿Por qué?" o X-Què? en catalán, abreviación de "Per què?", fue una discoteca española situada en Palafrugell (1992-2007)  y después en Olot (2010-2011).

## Historia
La discoteca fue inaugurada en 1992 por la empresa Gin lemon SL, con un estilo claramente funk-disco hasta la incorporación del Dj residente Oskar Mad que cambia el estilo musical radicalmente hacia el Hard trance y la Mákina. 
En 1995, David Álvarez (David Pastillas - posteriormente Dj Pastis) abandona la sala Pont Aeri y pasa a formar tándem primero con Oskar Mad y más tarde con Dj Sek en las sesiones de la discoteca. 
En 1996 aterriza definitivamente en el X-Què? David Pàmies (David Buenrollo - posteriormente Dj Buenri), proveniente de la sala Pont Aeri (ubicada por entonces en Tarrasa) con lo que se iniciaba la exitosa trayectoria de la pareja Pastis y Buenri en la sala de Palafrugell.
Desde ese momento la sala se interesa por la producción como una prolongación de su nuevo estilo. En el año 1996 salieron a la luz sus primeras producciones en vinilo a cargo de la discográfica Max Music. En 1999 comenzaron a trabajar con la nueva discográfica Tempo Music.
En 2002, cambiaron de discográfica y empezaron a trabajar con Bit Music. A partir de ese momento, quisieron ir más allá y dar oportunidad a productores menos consagrados. Pusieron en marcha un nuevo sello, "Xque Records", nombre bajo el cual salieron numerosas producciones.
X-Què? siempre ha apostado por incorporar nuevos estilos a sus sesiones. Introdujo a principios del 2000 el sonido Hard Style, estilo muy potente producido por entonces principalmente en Italia; sin embargo, a diferencia de allí, en X-Què? el estilo se pinchaba más acelerado, para así poder adaptarlo a las sesiones de Mákina y Hard Trance, estilos más rápidos de BPMs que aquel. 
También introdujo aproximadamente por la misma época el UK Hardcore, sonido proveniente principalmente de Inglaterra, aunque no era novedad en la sala. Es un estilo que ya sonaba con anterioridad en los sets de Pastis & Buenri, pero a partir de principios del 2000 la cantidad de temas que sonaban en sus las sesiones X-Què? aumentó considerablemente.
El motivo de la introducción de estos estilos fue principalmente debido al déficit de producciones Mákina y Hard Trance, tanto en calidad como en cantidad. Se hacía necesario introducir nuevos estilos y adaptarlos a las sesiones, puesto que la Mákina y el Hard Trance estaban en declive. 
Bajo el sello X-Què? Records principalmente, se empezó a producir lo que se llamó "Sonido Evolutivo" o "Mákina Evolutiva". Este sonido era principalmente una mezcla de UK Hardcore y Mákina, o, en menor medida, Hard Style y Mákina. 
En principio tuvo buena aceptación, porque muchos de los temas seguían la línea del sonido contundente y oscuro, y las melodías hipnóticas y tranceras que ya se escuchaban en las sesiones de la sala, principalmente de la mano de Dj Pastis, sin duda el más purista del tándem en lo que a selección musical se refiere. Pero el sonido no acabó de cuajar entre los más puristas de la sala, porque las nuevas producciones se empezaron a alejar de la filosofía X-Què?, y se empezó a adaptar las sesiones al estilo y no el estilo a las sesiones. Los sets se comercializaron en exceso y las producciones no conseguían el nivel de variedad que en un principio se buscaba con este nuevo sonido.

### Cierre
El 21 de julio de 2007 -mismo día de su XV Aniversario-, la sala cerró sus puertas debido a que sus Djs decidieron comenzar un nuevo proyecto. El cierre congregó a unas 2100 personas.[cita requerida] El último tema que sonó en la sala fue el Thank You (Original Version) del vinilo Xque Vol.7, un tema bien elegido puesto que la letra agradece a toda la gente que había apoyado tanto a la sala.
El cierre se llevó a la sala más importante y carismática de la escena Mákina de Cataluña. No así a sus Djs, que siguieron pinchando en la sala Activa de Mataró hasta finales de 2010.

### Olot
El 25 de septiembre de 2010 se abrió una sala bajo el nombre X-Que en Olot, Gerona. Con los nuevos residentes Sepi, Bull y Fran Bit, y posteriormente, la incorporación de Dj Pastis a partir del día 25 de diciembre. En dicha sala utilizaron los antiguos pistones de la cabina de la sala Palafrugell, pero ni así se logró el éxito que tuvo el local de Calella de Palafrugell. La sala X Que? Olot cerró sus puertas en marzo de 2011.
Un comunicado lanzado a través de Facebook por la dirección de la discoteca X-Que afirma que el 29 de octubre de 2011 vuelve a abrir sus puertas a las sesiones de sábado noche (esta vez en Barcelona). Ese día se inaugura la discoteca carpa del Xque de Santa Perpetua de Mogoda (Barcelona) que poco después cierra definitivamente.[cita requerida]

## Discografía

### Discos
- 1996 : X Que? vol. 1 "The World Of Buenri" "GHB Melody Pastis" "Oskar & Sek Experience"
- 1997 : X Que? vol. 2 "Xque vol. 2" "Second Lesson" "Next Lesson" ; Xque vol. 3 "I Have A Dream" "Base Cara B"
- 1998 : X Que? vol. 4 "Xque vol. 4" "Maniacs" ;Xque vol. 5 "Xque vol. 5" "Special For Djs"
- 1999 : X Que? vol. 5 Remix '99 Oscar Mad
- 2000 : Xque vol. 6 "Xque vol. 6" "Diferent Melody" "Special for Dj's Intravenous"
- 2001 : Xque vol. 7 "Thank You" "Take Me There"
- 2002 : Xque vol. 8 "Beautiful Day" "When I Sleep"
- 2003 : Xque Special Remixes Vol. 1 "Torn"
- 2004 : Xque vol. 9 "Killing My Heart" "Can You See The End" ; Xque Special Remixes vol. 2 "Wonderwall"
- 2005 : Xque vol. 10 "Amazing Time" "Blue Of The Sea" ; Xque Special Remixes vol. 3 "Going Under"
- 2006 : Xque Special Remixes vol. 4 "Rendez-Vous II"
- 2007 : X-que Vol 11 The Alice Volumen 2

### Recopilatorios y colaboraciones
- Dance Sessions I
- Dance Sessions II
- Professional Dj's vol. 1
- Professional Dj's vol. 2
- Professional Dj's vol. 3
- Professional Dj's vol. 4
- Revival Sessions vol. 1
- Revival Sessions vol. 2
- Catedrales Del Techno vol. 1
- Catedrales Del Techno vol. 2
- Heroes Del Tekno vol. 3
- Heroes Del Tekno vol. 4
- Alta Velocidad
- Megaaplec Dance I
- The Rave Master vol. 5 "Live At Xque"
- X Que? Compilation 98
- X Que? Compilation 99
- Xque? Compilation 2000
- Xque Compilation 2001
- Xque Compilation 2003
- X Que? Remember
- Xque Compilation 2004
- Xque Compilation 2005 in Live
- Xque The Best Sessions Live 2006
- Xque Remember Live 2006 Old Gold
- Xque Compilation 2007 in Live
- Xque by PaSTiS & BueNRi Live 2007
- Xque The history 2002
- PaSTiS & BueNRi Live At Xque
- PaSTiS & BueNRi "The New Project"
- PaSTiS & BueNRi 2001 "Control Your Mind"
- PaSTiS & BueNRi "Threedimensional"
- PaSTiS & BueNRi "La Guerra De Los Deejays"
- PaSTis & BueNRi "Makina o Muerte"
- PaSTis & BueNRi "La Rebelión de la Makina"